# Hilisataro Gewa
Hilisataro Gewa is een bestuurslaag in het regentschap Nias Selatan van de provincie Noord-Sumatra, Indonesië. Hilisataro Gewa telt 714 inwoners (volkstelling 2010).